# Lebihin
Lebihin ist ein osttimoresischer Ort im Suco Fatisi (Verwaltungsamt Laulara, Gemeinde Aileu).

## Geographie
Die Einzelsiedlung Lebihin liegt im Zentrum der Aldeia Maubouc, in einer Meereshöhe von 674 m. Sie befindet sich östlich von Sabereke (Aldeia Umanlau), etwa 400 Meter abseits der Überlandstraße von der Landeshauptstadt Dili im Norden in die Gemeindehauptstadt Aileu im Süden. Eine Straße führt nicht zu dem Ort, der von Wald- und Buschland und kleinen Wasserläufen umgeben ist. Nördlich liegt der zur Aldeia Umanlau gehörende Weiler Umanbui (und südlich weitere Weiler, die zur Aldeia Maubouc gehören).